# Rot Teungoh
Rot Teungoh is een bestuurslaag in het regentschap Aceh Selatan van de provincie Atjeh, Indonesië. Rot Teungoh telt 969 inwoners (volkstelling 2010).